# Italská fotbalová reprezentace do 20 let
Italská fotbalová reprezentace do 22 let (italsky: nazionale di calcio italiana Under-20) je mužský fotbalový reprezentační výběr do 20 let z italské fotbalové federace která reprezentuje Itálii na Mistrovství světa ve fotbale hráčů do 20 let, kterou nikdy nevyhrál.

## Fotbalisté národního týmu

### Rekordy fotbalistů
| Celkový počet zápasů | Celkový počet zápasů | Celkový počet zápasů | Celkový počet zápasů | Celkový počet zápasů |  | Celkový počet branek | Celkový počet branek | Celkový počet branek | Celkový počet branek | Celkový počet branek | Celkový počet branek |
| Pořadí               | Jméno                | Debut                | Zápasy               | Branky               |  | Pořadí               | Jméno                | Debut                | Branky               | Zápasy               |                      |
| 1.                   | Pasquale Berardi     | 2002                 | 24                   | 4                    |  | 1.                   | Emanuele Calaiò      | 2001                 | 14                   | 12                   |                      |
| 2.                   | Christian Maggio     | 2000                 | 24                   | 3                    |  | 2.                   | Giacomo Beretta      | 2010                 | 16                   | 9                    |                      |
| 3.                   | Francesco Ruopolo    | 2002                 | 23                   | 4                    |  | 3.                   | Riccardo Orsolini    | 2016                 | 12                   | 8                    |                      |
| 4.                   | Federico Balzaretti  | 2001                 | 23                   | 1                    |  | 4.                   | Cesare Casadei       | 2022                 | 9                    | 8                    |                      |
| 5.                   | Daniele Gastaldello  | 2002                 | 22                   | 1                    |  | 5.                   | Alessandro Pellicori | 2001                 | 14                   | 7                    |                      |
| 6.                   | Felice Piccolo       | 2002                 | 20                   | 1                    |  | 6.                   | Graziano Pellè       | 2005                 | 10                   | 7                    |                      |
| 7.                   | Roberto Cardinale    | 2000                 | 19                   | 1                    |  | 7.                   | Simone Pepe          | 2002                 | 13                   | 6                    |                      |
| 8.                   | Angelo Palombo       | 2000                 | 19                   | 0                    |  | 8.                   | Enzo Maresca         | 1999                 | 11                   | 6                    |                      |

## Trenéři
- 1976-1982 Italo Acconcia
- 1987-1988 Luciano Lupi
- 1998-2000 Claudio Gentile
- 2000-2004 Francesco Rocca
- 2004-2006 Paolo Berrettini
- 2006-2007 Pierluigi Casiraghi
- 2007-2008 Pierluigi Casiraghi +
000000000Massimo Piscedda
- 2008-2010 Pierluigi Casiraghi +
000000000Francesco Rocca
- 2010-2011 Francesco Rocca
- 2011-2013 Luigi Di Biagio
- 2013-2017 Alberico Evani
- 2017-2018 Federico Guidi
- 2018-2019 Paolo Nicolato
- 2019-2020 Daniele Franceschini
- 2020-2022 Alberto Bollini
- 2022-2023 Carmine Nunziata
- 2023 Attilio Lombardo
- 2023-2024 Alberto Bollini
- 2024- Bernardo Corradi

## Medailové umístění
- Mistrovství světa do 20 let

 2023
 2017

## Mistrovství světa
| Rok    | Účast                                           | Soupisky |
| ------ | ----------------------------------------------- | -------- |
| 1977   | nepostoupili ze skupiny                         |          |
| 1979   | nekvalifikovali se                              |          |
| 1981   | nepostoupili ze skupiny                         |          |
| 1983   | nekvalifikovali se                              |          |
| 1985   | nekvalifikovali se                              |          |
| 1987   | Vyřazení ve čtvrtfinále Chile                   |          |
| 1989   | nekvalifikovali se                              |          |
| 1991   | nekvalifikovali se                              |          |
| 1993   | nekvalifikovali se                              |          |
| 1995   | nekvalifikovali se                              |          |
| 1997   | nekvalifikovali se                              |          |
| 1999   | nekvalifikovali se                              |          |
| 2001   | nekvalifikovali se                              |          |
| 2003   | nekvalifikovali se                              |          |
| 2005   | Vyřazení ve čtvrtfinále Marokem                 |          |
| 2007   | nekvalifikovali se                              |          |
| 2009   | Vyřazení ve čtvrtfinále Maďarskem               |          |
| 2011   | nekvalifikovali se                              |          |
| 2013   | nekvalifikovali se                              |          |
| 2015   | nekvalifikovali se                              |          |
| 2017   | Bronzová medaile                                |          |
| 2019   | Poražen o 3. místo Ekvádorem                    |          |
| 2023   | Poražen ve finále Uruguayí                      |          |
| Celkem | účast – 8× zlato – 0×, stříbro – 1×, bronz – 1× |          |

## Organizační tým

### Realizační tým
| Post              | Jméno                              |
| ----------------- | ---------------------------------- |
| Hlavní trenér     | Bernardo Corradi                   |
| Asistenti trenéra | Mirco Gasparetto, Leonardo Bonucci |
| Vedoucí týmu      | Gianfranco Serioli                 |
| Trenér brankářů   | Graziano Vinti                     |
| Sportovní trenér  | Marco Montini                      |

### Soupisky na turnajích

#### Mistrovství světa do 20 let
1977

B: Giovanni Galli, Rossano Pinti - O: Giuseppe Baresi, Stefano Garuti, Moreno Ferrario, Andrea Maiani, Plinio Serena - Z: Gaudenzio Colla, Antonio Di Gennaro, Ennio Mastalli, Massimo Pedrazzini, Antonio Sabato, Luigi Sacchetti, Giuseppe Greco - Ú: Aldo Cantarutti, Luigi Capuzzo, Luciano Gaudino, Pietro Sbaccanti - T: Italo Acconcia
1981

B: Giulio Drago, Carlo Riccetelli - O: Pasquale Bruno, Riccardo Ferri, Roberto Fontanini, Pietro Mariani, Domenico Progna, Ubaldo Righetti - Z: Dario Donà, Marcello Gamberini, Andrea Icardi, Giovanni Koetting, Andrea Manzo, Francesco Mileti, Fausto Pari - Ú: Gianfranco Cinello, Nicola Coppola, Giuseppe Galderisi - T: Italo Acconcia
1987

B: Massimiliano Caniato, Daniele Limonta - O: Luigi Garzya, Andrea Cuicchi, Mario Manzo, Alberto Rivolta, Andrea Rocchigiani, Marco Sinigaglia, Michele Zanutta - Z: Marco Carrara, Andrea Caverzan, David Fiorentini, Giunchi, Stefano Impallomeni - Ú: Giuseppe Compagno, Paolo Mandelli, Alessandro Melli, Antonio Rizzolo - T: Luciano Lupi
2005

B: Daniele Padelli, Fabio Virgili, Emiliano Viviano - O: Antonio Aquilanti, Francesco Battaglia, Michele Canini, Andrea Coda, Andrea D'Agostino, Palmiro Di Dio, Lino Marzorati - Z: Cristian Agnelli, Simone Bentivoglio, Lorenzo Carotti, Marino Defendi, Raffaele De Martino, Daniele Galloppa, Antonio Nocerino, Michele Troiano - Ú: Giuseppe Cozzolino, Francesco Nieto, Graziano Pellè - T: Paolo Berrettini
2009

B: Vincenzo Fiorillo, Andrea Gasparri, Antonio Piccolo - O: Michelangelo Albertazzi, Francesco Bini, Matteo Bruscagin, Marco Calderoni, Alessandro Crescenzi, Matteo Gentili, Antonio Mazzotta, Vasco Regini - Z: Giacomo Bonaventura, Claudio Della Penna, Silvano Raggio Garibaldi, Andrea Mazzarani, Gianvito Misuraca, Marco Romizi, Fabio Sciacca - Ú: Umberto Eusepi, Piergiuseppe Maritato, Mattia Mustacchio - T: Francesco Rocca
2017  

B: Samuele Perisan, Alessandro Plizzari, Andrea Zaccagno - O: Mauro Coppolaro, Federico Dimarco, Riccardo Marchizza, Giuseppe Pezzella, Filippo Romagna, Giuseppe Scalera, Leonardo Sernicola, Mattia Vitale - Z: Nicolò Barella, Alfredo Bifulco, Francesco Cassata, Paolo Ghiglione, Rolando Mandragora, Riccardo Orsolini, Matteo Pessina - Ú: Andrea Favilli, Giuseppe Panico, Luca Vido - T: Alberico Evani
2019

B: Samuele Perisan, Alessandro Plizzari, Andrea Zaccagno - O: Mauro Coppolaro, Federico Dimarco, Riccardo Marchizza, Giuseppe Pezzella, Filippo Romagna, Giuseppe Scalera, Leonardo Sernicola, Mattia Vitale - Z: Nicolò Barella, Alfredo Bifulco, Francesco Cassata, Paolo Ghiglione, Rolando Mandragora, Riccardo Orsolini, Matteo Pessina - Ú: Andrea Favilli, Giuseppe Panico, Luca Vido - T: Alberico Evani
2023  

B: Sebastiano Desplanches, Jacopo Sassi, Gioele Zacchi - O: Filippo Fiumanò, Alessandro Fontanarosa, Daniele Ghilardi, Samuel Giovane, Gabriele Guarino, Riccardo Turicchia, Mattia Zanotti - Z: Tommaso Baldanzi, Cesare Casadei, Giacomo Faticanti, Duccio Degli Innocenti, Luca Lipani, Niccolò Pisilli, Matteo Prati - Ú: Giuseppe Ambrosino, Daniele Montevago, Simone Pafundi, Francesco Pio Esposito - T: Carmine Nunziata